# Procotylus
Procotylus là một chi thằn lằn cổ rắn, được Korotneff mô tả khoa học năm 1908.